# Villa Spedalotto
La Villa Spedalotto est la maison de campagne de la famille Paternò di Spedalotto. Elle est située à Bagheria près de Palerme, en Sicile, sur une colline entourée de champs d'oliviers. Comme toutes les villas de Bagheria, construites comme maisons de campagne, elle n'était traditionnellement utilisée par la famille que pendant le printemps et l'automne, comme lieu de villégiature. Bien que considérée comme un monument national, la villa reste une résidence privée.

## Histoire
L'idée du bâtiment est due à Don Barbaro Arezzo qui en 1783 a demandé à l'architecte Giovanni Emanuele Incardona (ou Cardona) de concevoir sa maison de campagne, à la suite de quoi la Villa Spedalotto fut construite entre 1784 et 1793. L'architecte avait été élève de Giuseppe Venanzio Marvuglia, un de ceux qui ont introduit le néoclassicisme en Sicile. En 1790, alors qu'elle était encore en construction, la maison fut achetée par Don Onofrio Emanuele Paternò di Raddusa, baron de Spedalotto et Gallitano.
La maison, qui est basse, est construite autour d'une cour ouverte à deux ailes flanquant le corps de logis, au centre duquel un grand pronaos à six colonnes doriques, de style Greek Revival, donne accès à la villa. Les fenêtres sont ornées par des frontons alternativement en pointe et en arc de cercle.
Du point de vue architectural, la maison frappe par sa façade néoclassique. Construite à la fin du XVIIIe siècle, à un moment où déclinait le goût pour le baroque sicilien, la maison montre des influences du style néo-grec qui a immédiatement suivi le baroque en Sicile. À l'intérieur de la villa on trouve des chambres décorées dans le début du style Empire, parfois qualifié de pompéien, avec des influences baroques, responsables d'un grand nombre de trompe-l'œil. À la Villa Spedalotto, les fresques d'Elia Interguglielmi sont manifestement inspirées des dessins de Simon Vouet, qui font partie maintenant des collections de Versailles.
Une caractéristique particulière de la villa est l'utilisation de carrelages de Vietri bleu et blanc couvrant la vaste terrasse qui a vue sur la mer. Ils y ont été placés en 1845, alors que, entre 1900 et l'été 1902, on a remplacé les carrelages à l'intérieur. Le portique a été partiellement endommagé sur le côté gauche par les bombardements britanniques de juillet 1943, et il a été reconstruit en 1945.
En 1799, la villa a été utilisée pour loger la famille royale de Naples en exil, c'est-à-dire François de Bourbon (futur roi François Ier des Deux-Siciles), son épouse la princesse Marie-Clémentine d'Autriche et leur fille Marie Caroline (future duchesse de Berry). La famille royale avait fui de Naples après la révolution de 1799. Une tradition veut que le roi Ferdinand II des Deux-Siciles soit né en 1810 dans la villa, mais son historiographie officielle affirme qu'il est né à Palerme au Palais royal.
Louis-Philippe séjourna lui aussi à la villa. Plus tard, au cours des années 1870, l'astronome jésuite Angelo Secchi fut souvent l'invité de la villa ; ami intime du marquis, il utilisait la terrasse pour ses observations. Un buste d'Angelo Secchi se trouve encore aujourd'hui dans le hall d'entrée.
La villa comporte une chapelle où, en 1987, une fille de la famille, Silvia Paternò di Spedalotto, a épousé le duc d'Aoste, prétendant au trône d'Italie.
En 1991, plusieurs scènes du film Johnny Stecchino de Roberto Benigni ont été tournées à la Villa Spedalotto.

## Sources
- (en) Cet article est partiellement ou en totalité issu de l’article de Wikipédia en anglais intitulé « Villa Spedalotto » (voir la liste des auteurs).